# Serrania
Serrania este un oraș în Minas Gerais (MG), Brazilia.